# 鮫漁港
鮫漁港（さめぎょこう）とは、青森県八戸市鮫町特定第3種に指定されている漁港。
1951年（昭和26年）に指定を受けて、青森県が管理しており、八戸鮫浦漁業協同組合が利用している。港内には八戸第一魚市場が併設されている。
最寄り駅はJR鮫駅。近隣にウミネコの飛来地の蕪島がある。

## 参考
- 青森県の漁港一覧八戸漁港 鮫・恵比須浜地区 - 青森県